# La Unión, Nariño
La Unión là một khu tự quản thuộc tỉnh Nariño, Colombia. Thủ phủ của khu tự quản La Unión đóng tại La Unión Khu tự quản La Unión có diện tích 163 ki lô mét vuông. Đến thời điểm ngày 28 tháng 5 năm 2005, khu tự quản La Unión có dân số 31288 người.